# 穆古尔阿克瑟
穆古尔阿克瑟（俄语：Мугур-Аксы）是俄罗斯图瓦共和国的一个村庄及蒙贡泰加区的行政中心，人口4402（2018年）。

## 地理
位于蒙贡-泰加山附近的穆古尔河（俄语：Реки Мугур）和卡吉河（俄语：Реки Каргы）交汇处。名称在图瓦语中意为“穆古尔河口”。